# Vatica lobata
Espèce
Classification phylogénétique
Statut de conservation UICN

 EN  : En danger
 Vatica lobata est un arbre sempervirent endémique de Malaisie péninsulaire appartenant à la famille des dipterocarpaceae.

## Description
- Nom commun: Resak Paya.
- Hauteur maximale: Peut atteindre jusqu’à 20 mètres.
- Feuillage: Feuilles vertes, obovales à elliptiques-lancéolées, disposées en alternance, mesurant environ 7 à 24 cm de long et 2 à 9,5 cm de large.
- Fleurs: Fleurs blanches à crème portées sur une inflorescence en panicule axillaire ou terminale pouvant atteindre 5 cm de long.
- Fruit: Fruit est une noix ovoïde brune.
- Statut de conservation: Classé comme En danger (EN) selon la liste rouge de l’UICN[2],[3].

## Répartition
Endémique aux forêts à dipterocarps de la péninsule malaise.

## Préservation
Espèce menacée par la déforestation et l'exploitation forestière.